# Motreff
Motreff é uma comuna francesa na região administrativa da Bretanha, no departamento Finisterra. Estende-se por uma área de 21,42 km². Em 2010 a comuna tinha 716 habitantes (densidade: 33,4 hab./km²).